# Jenny Meldrum
Jennifer Anne "Jenny" Meldrum (née Wingerson le 12 avril 1943 à Toronto) est une athlète canadienne.

## Carrière
Jenny Meldrum est médaillée d'argent du 80 mètres haies aux Jeux panaméricains de 1963 à São Paulo puis participe aux Jeux olympiques d'été de 1964 à Tokyo ; elle est éliminée en séries du 80 mètres haies et se classe 13e du pentathlon. Elle est médaillée de bronze du 80 mètres haies aux Jeux de l'Empire britannique et du Commonwealth de 1966 à Kingston ; elle est aussi lors de ces Jeux 6e du saut en hauteur et 9e du lancer du poids.
Aux Jeux panaméricains de 1967 à Winnipeg, elle obtient la médaille d'argent du pentathlon et du relais 4 × 100 mètres. Elle participe aux Jeux olympiques d'été de 1968 à Mexico ; elle est éliminée en séries du 80 mètres haies et se classe 11e du pentathlon.
Sa dernière médaille dans une compétition internationale est obtenue aux Jeux du Commonwealth de 1970 à Édimbourg, avec une médaille de bronze en pentathlon.